# Europaviertel (Wiesbaden)

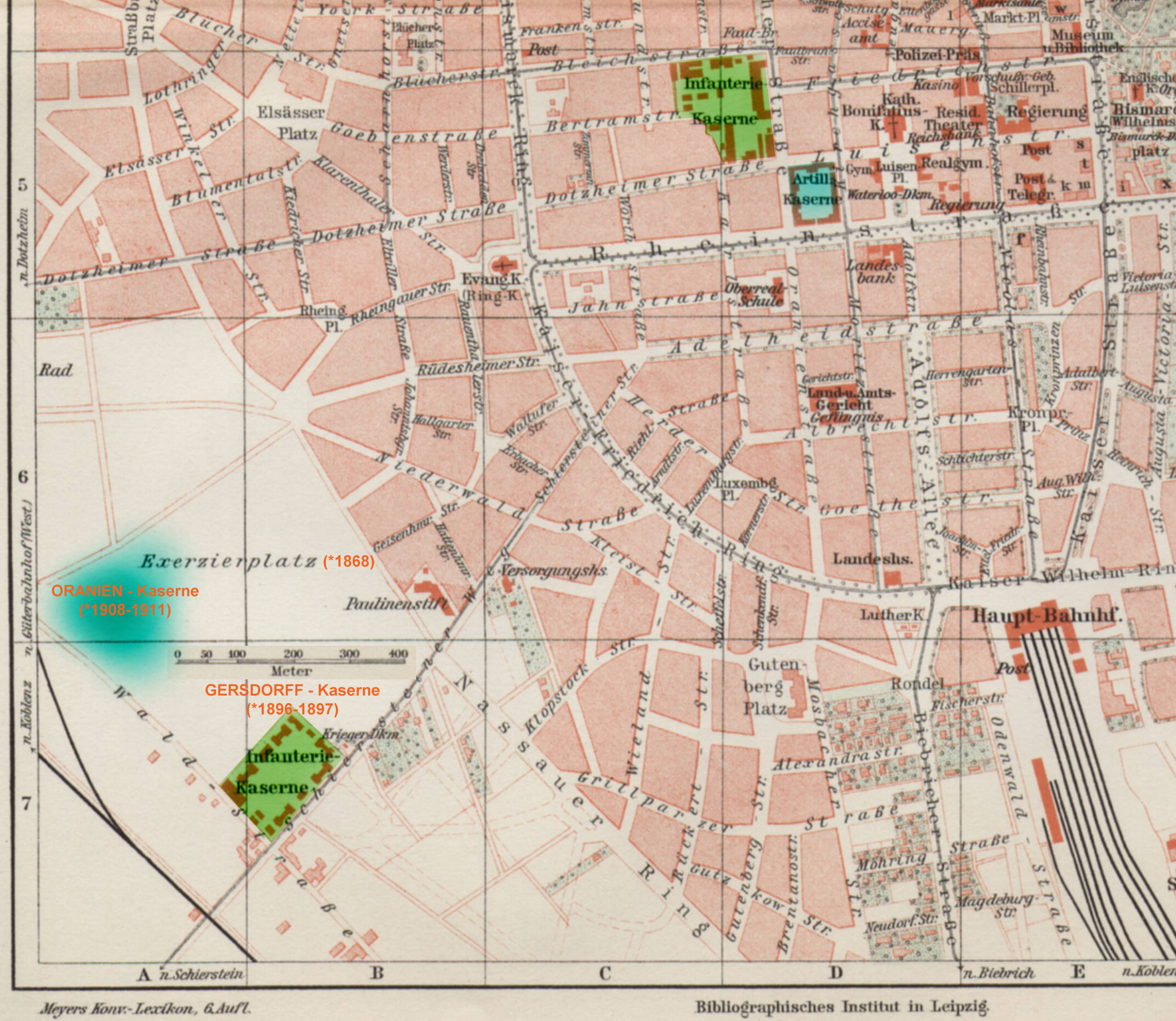
Militärflächen in Wiesbaden vor dem Ersten Weltkrieg

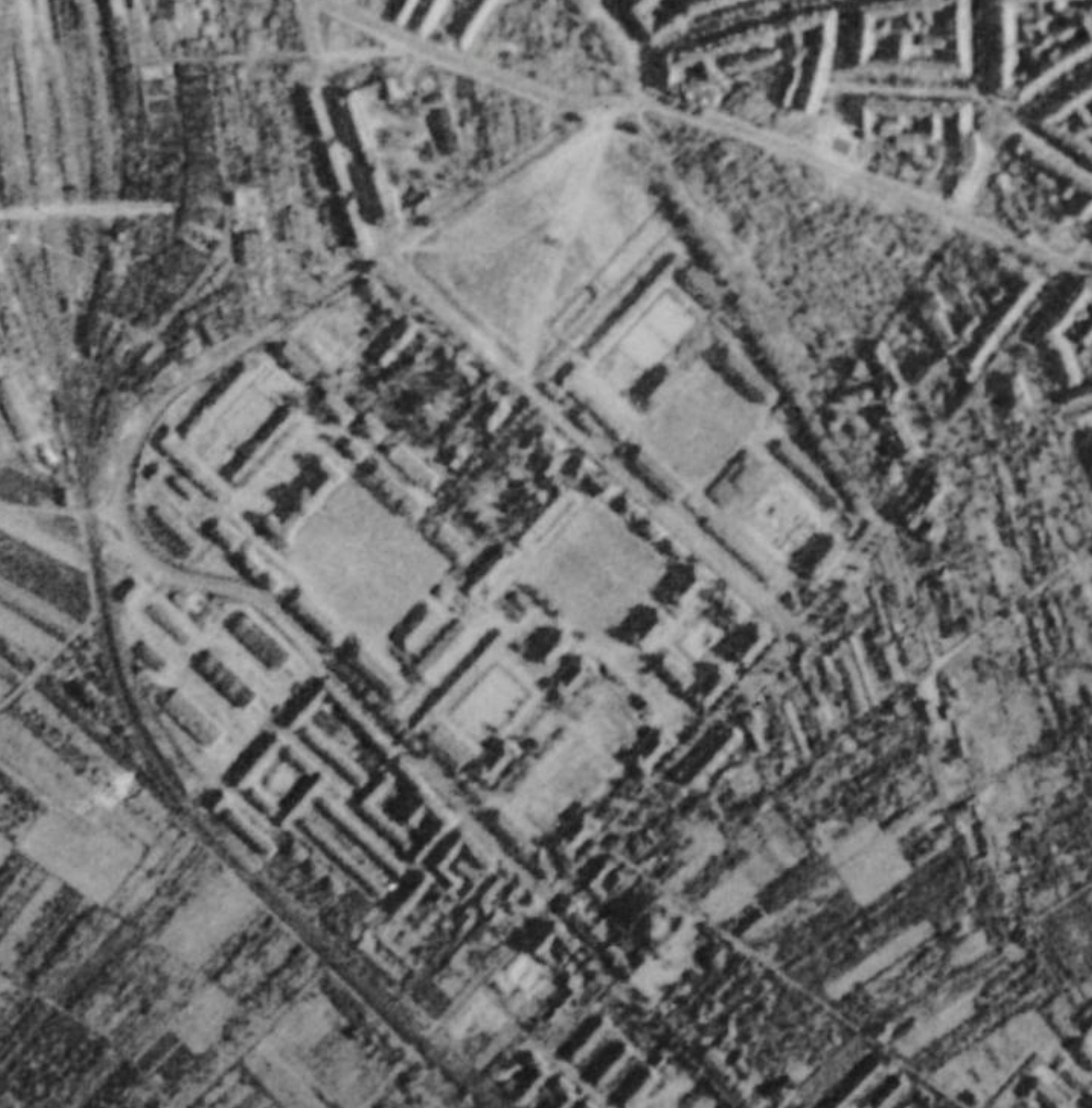
1943 von der deutschen Wehrmacht genutzte Fläche (Ochamps-Kaserne)

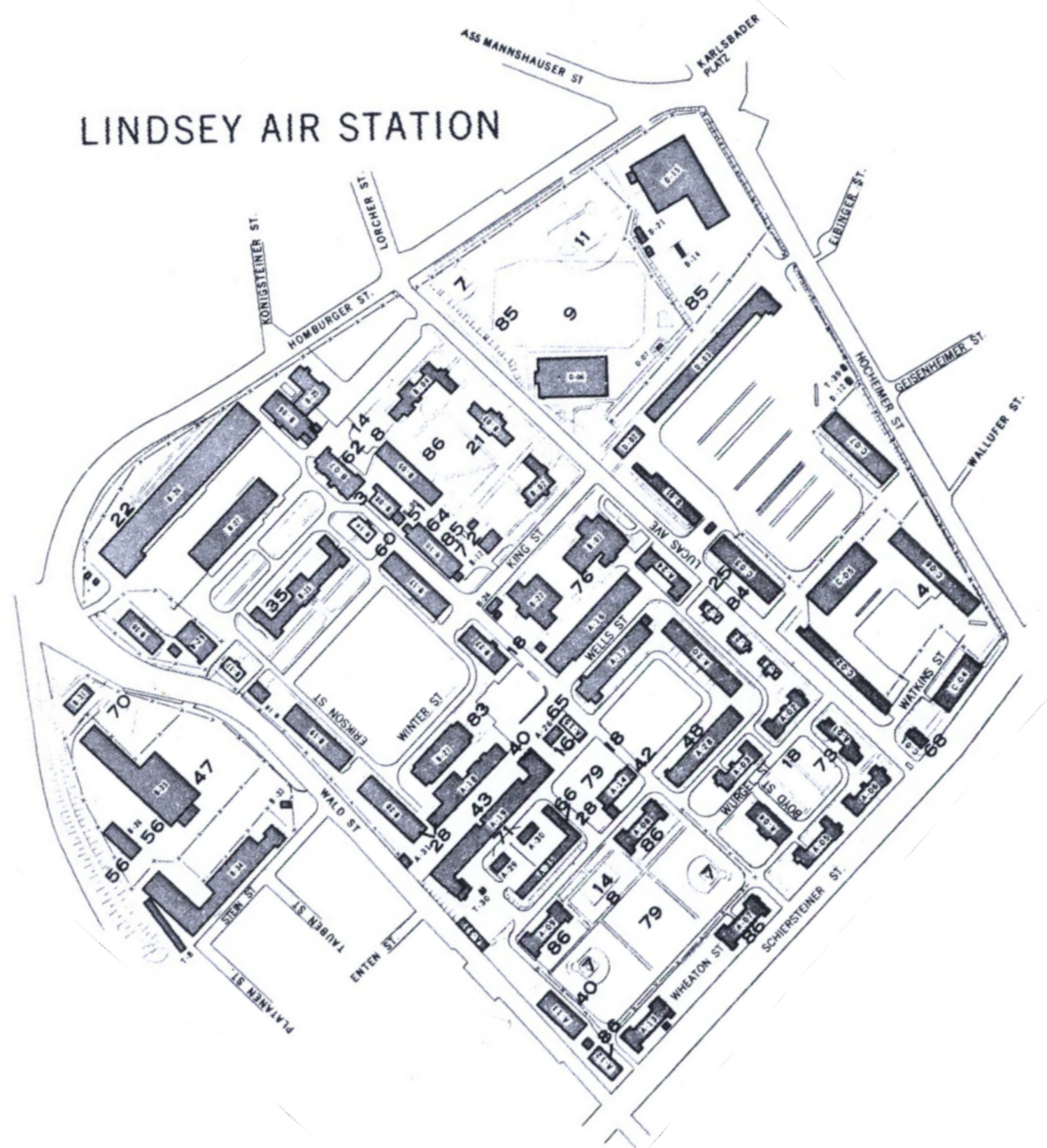
Karte der US Air Force aus den 1970er Jahren

Das Europaviertel in Wiesbaden ist ein ehemaliges Kasernengelände am Rande der Innenstadt der hessischen Landeshauptstadt. Verwaltungstechnisch gehört es zum Stadtbezirk Rheingauviertel. Seit 1993 wird das Gelände zivil, hauptsächlich für Wohnungen und öffentliche Einrichtungen, genutzt.

## Geschichte

### Kasernen (1868–1945)

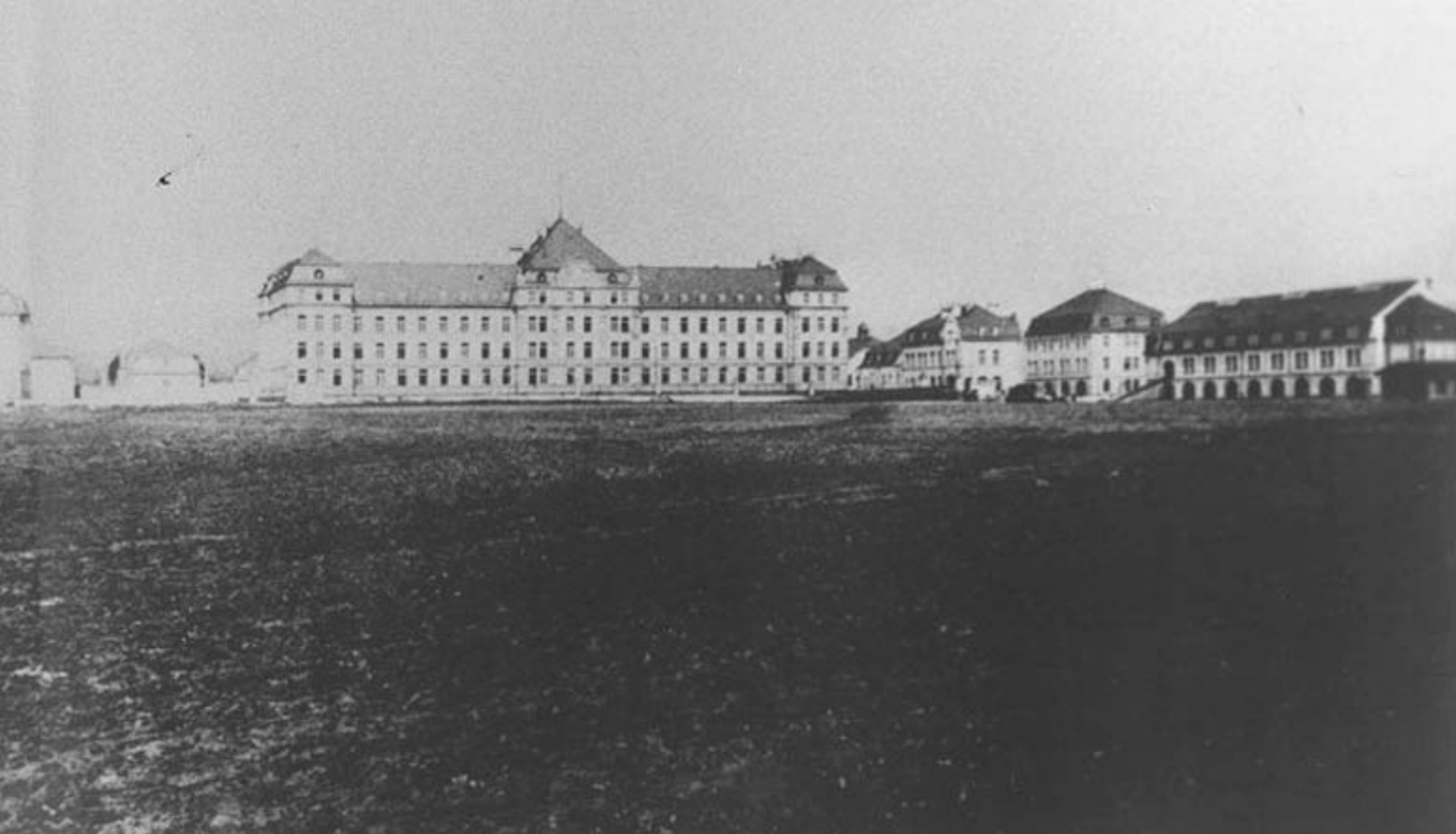
Die Oranienkaserne zu Anfang des vorigen Jahrhunderts. Im Vordergrund ist der Exerzierplatz gut zu erkennen.

Zwischen 1868 und 1945 gab es im heutigen Europaviertel drei verschiedene Kasernen:
- Gersdorff-Infanterie-Kaserne
- Oranien-Artillerie-Kaserne
- Ochamps-Kaserne

1868 wurde auf dem Areal zwischen der Schiersteiner Straße, der Waldstraße, der Homburger Straße und der Hochheimer Straße (heute Konrad-Adenauer-Ring) ein über 30 ha großer Exerzierplatz angelegt. An der südlichen Ecke, an der Kreuzung Schiersteiner Straße mit der Waldstraße, entstand 1896 bis 1897 eine Infanteriekaserne. Die sprunghaft ansteigende Einwohnerzahl Wiesbadens erforderte das II. Bataillon des Füsilier-Regiments von Gersdorff Nr. 80 aus der Innenstadt von der Schwalbacher Straße hierher zu verlegen. Das 3,2 ha große Gelände war 210 m lang und reichte 150 m tief in die Waldstraße hinein. Die Kaserne wurde nach Hermann Konstantin von Gersdorff benannt. Sie bestand zunächst aus acht Hauptgebäuden, darunter vier Mannschaftsgebäude und weitere Nebengebäude. Ein Stabsgebäude, das sich auf der Mittelachse der symmetrisch angeordneten Gebäudegruppe an der Schiersteiner Straße befand, wurde bei einer der zahlreichen Umbaumaßnahmen des Kasernengeländes niedergelegt. Heute befindet sich dort das Gefallenen-Denkmal von 1874, das nach dem Deutsch-Französischen Krieg ursprünglich ca. 100 m näher in Richtung Innenstadt aufgestellt worden war. Wegen der Bebauung des Exerzierplatzes entlang der Schiersteiner Straße zog es 1896/97 auf den neu angelegten Gersdorffplatz und wurde 1936 auf den heutigen Platz versetzt, seit April/Mai 2015 fanden am Denkmal Restaurierungsarbeiten statt.
1908 bis 1911 kam im Bogen der Homburger Straße und der Waldstraße eine Artilleriekaserne, die Oranien-Kaserne hinzu, in welche die II. Abteilung des Feldartillerie-Regiments Nr. 27 einzog, da die Kaserne an der Rheinstraße ebenfalls geräumt wurde (heute befindet sich dort u. a. die Hessische Landesbibliothek und das Luisenforum). Die Fläche war ca. 3 ha groß, so dass der zwischen den beiden Kasernen verbliebene Exerzierplatz nur noch ungefähr 270 m lang und bis zu 200 m breit war.
1908/09 wurde als neue Hauptachse parallel zur Waldstraße die Westerwaldstraße angelegt, die heutige Willy-Brandt-Allee. In ihrer Mitte lag der Gersdorffplatz mit dem repräsentativen Eingang der Kaserne und dem Gefallenen-Denkmal. An deren Südseite entstand die Erweiterung der Infanteriekaserne für das I. Bataillon des Füsilier-Regiments von Gersdorff Nr. 80 (s. o.) auf einer Fläche von ca. 37 ha (heute u. a. Ordnungsamt und Volkshochschule) und außerdem ein Lazarett, eine Wäscherei und eine „Offizier-Speiseanstalt“.
Das Areal nordöstlich der Westerwaldstraße (später Gersdorffstraße) war um 1910 für den Wohnungsbau vorgesehen. Zwischen dieser und der Hochheimer Straße (heute Konrad-Adenauer-Ring) wurden Querverbindungen angelegt: die Weilburger Straße, Dillenburger Straße, Diezer Straße und die Usinger Straße. Parallel verlief die Königsteiner Straße und Hadamarer Straße.
Nach dem Ersten Weltkrieg zogen französische Besatzungssoldaten in die nun Foch-Kaserne und Pétain-Kaserne genannten Gebäude ein (→ Alliierte Rheinlandbesetzung). 1925 wurden diese von der britischen Rheinarmee abgelöst, seitdem hießen sie Saint Andrews Barracks und Ypres Barracks. Im Dezember 1929 übernahmen die Franzosen für ein halbes Jahr wieder das Gelände. Diese erwogen die Militärgebäude komplett abzureißen, man entschloss sich jedoch für eine zivile Nutzung. Die Kasernen wurden zu Wohnungen umgebaut und der Exerzierplatz diente nun als Marktplatz für den Obst- und Gemüseverkauf.
Mit der Machtübernahme der Nationalsozialisten wurde das Gelände 1936 räumlich neu geordnet und wieder der militärischen Nutzung zugeführt. Die Kasernen wurden renoviert, Gebäude umgebaut, abgerissen und neue gebaut. Der neue Kasernenteil zwischen der Hochheimer Straße und der Gersdorffstraße für das Infanterie-Regiment Nr. 87 erhielt den Namen Ochamps-Kaserne, nach dem gleichnamigen Ort in Belgien, wo eine hier stationierte Einheit im Ersten Weltkrieg erfolgreich gekämpft hatte.

### Lindsey Air Base/Lindsey Air Station (1945–1993)

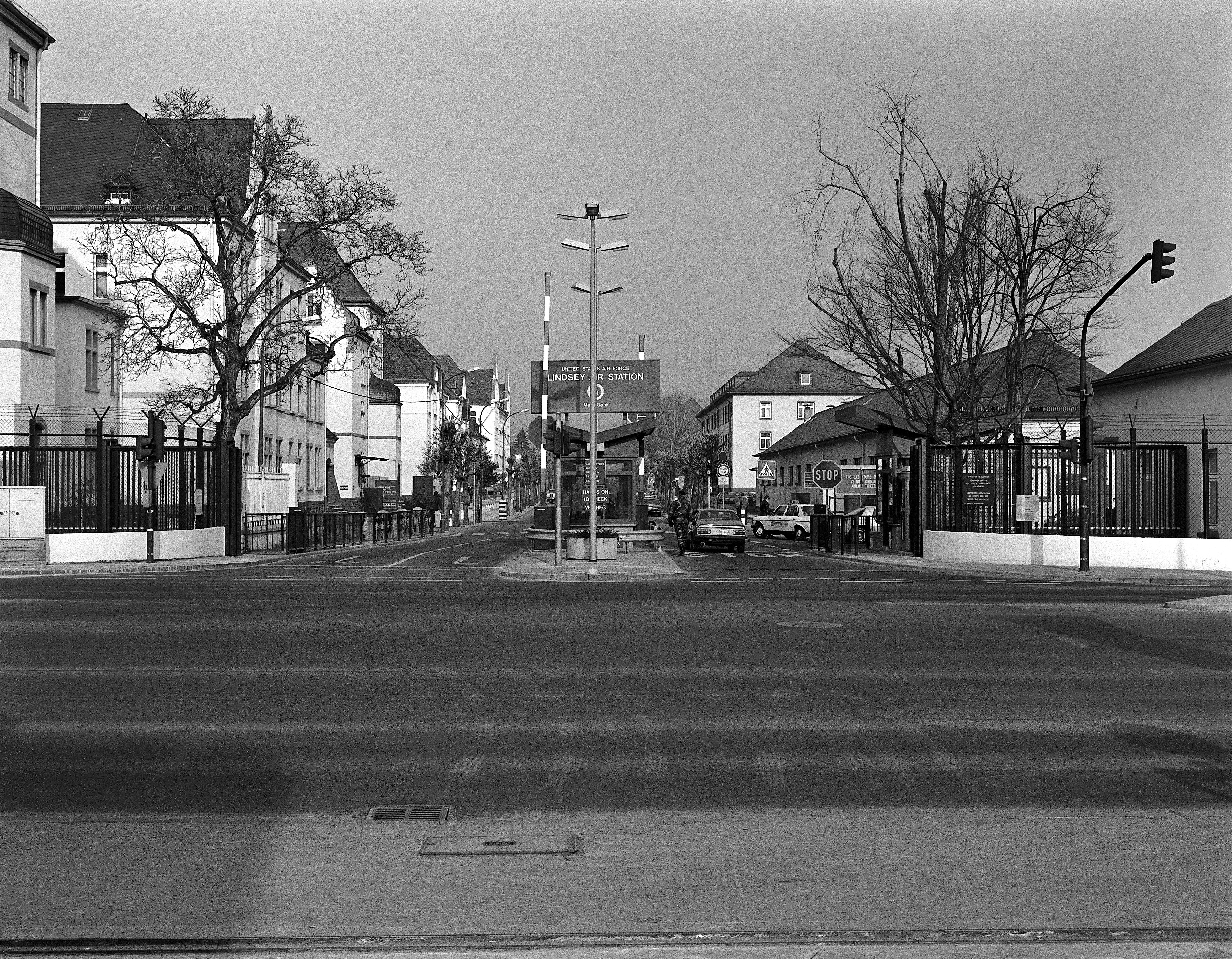
Eingangstor zur Lindsey Air Station der US Air Force 1987

Diese Schilder waren rund um die „Lindsey Air Station“ angebracht

Nach dem Zweiten Weltkrieg wurde das Gelände von der US-Armee übernommen und in Lindsey Air Base, später in Lindsey Air Station (nach Hauptmann Darrell R. Lindsey), umbenannt. Umgangssprachlich war aber meist vom Camp Lindsey bei den Anwohnern die Rede.
1954 bis 1973 war die Lindsey Air Station unter anderem Sitz der 17th Air Force, der 65th Air Division sowie zeitweise auch Hauptquartier der US Air Force für Europa (USAFE).
Von hier aus wurde auch der Militärflugplatz Erbenheim verwaltungstechnisch betreut.

Wappen der USAFE
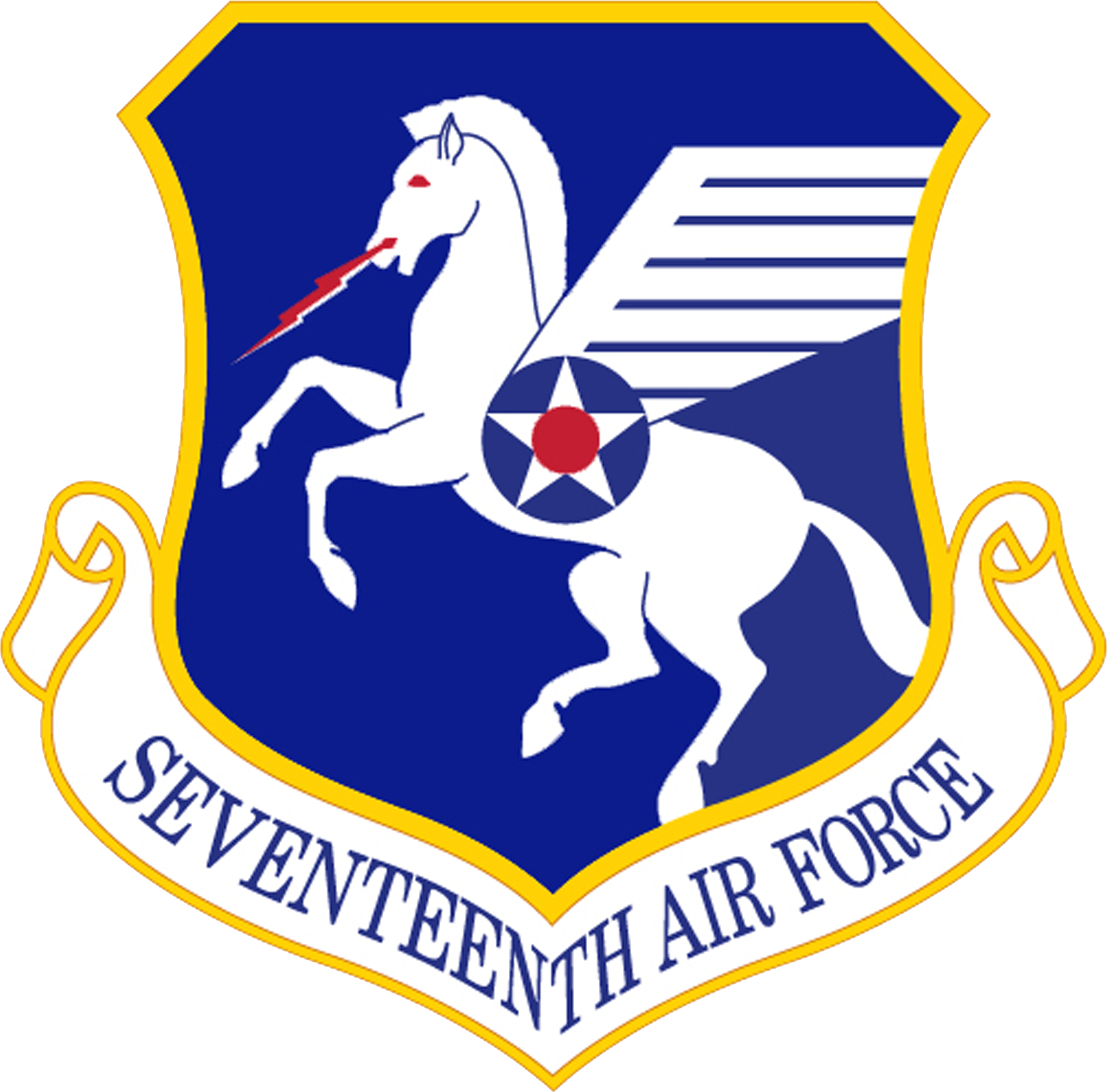
17th Air Force (17. Luftflotte)
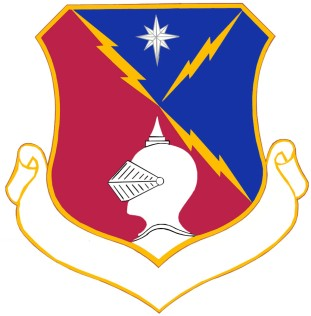
65th Air Division 1. Oktober 1987 bis 30. Juni 1991

### Europaviertel (seit 1993)

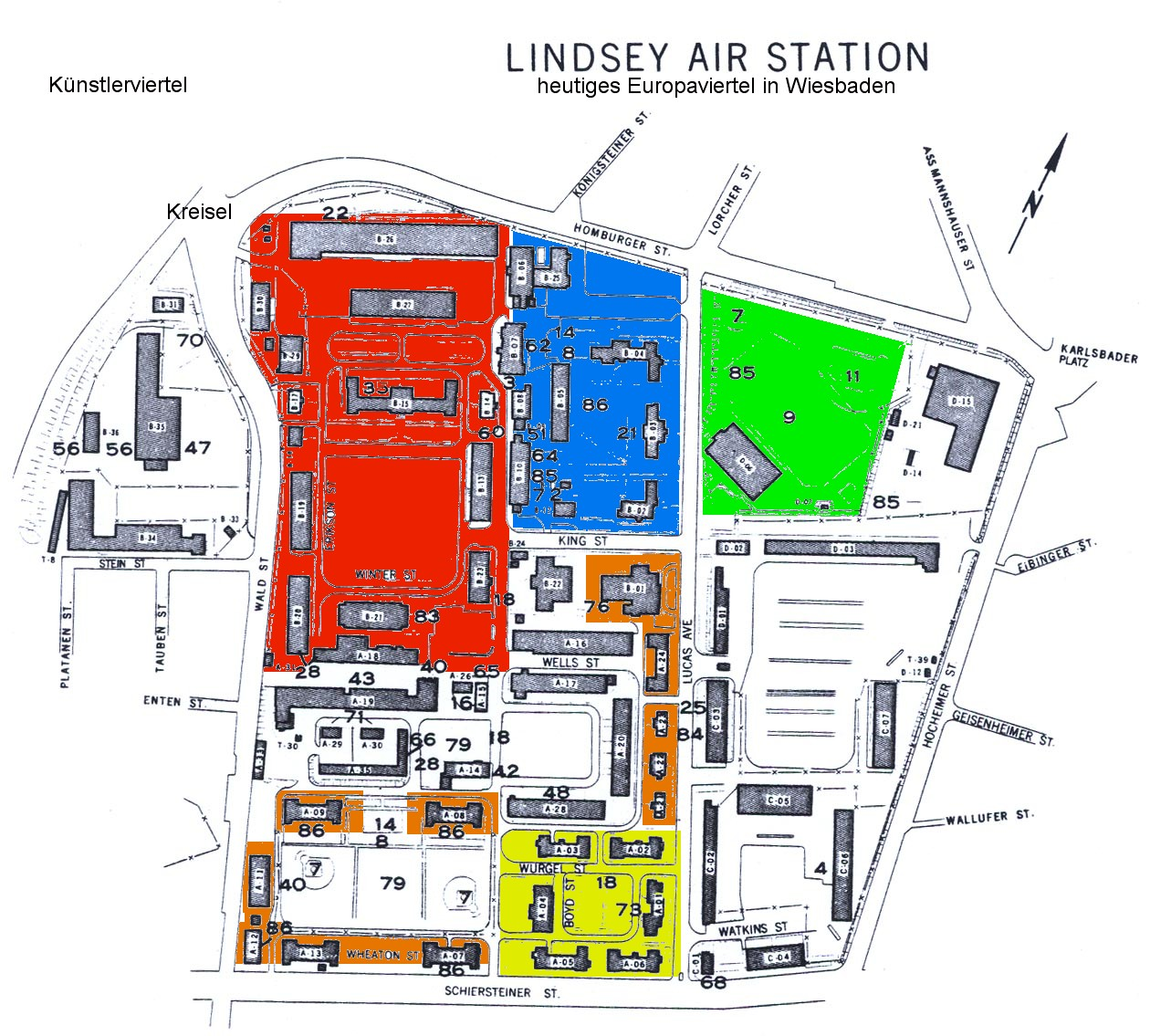
Rot: BKA, blau: PTLV, grün: Sporthalle mit Baseballfeld, gelb: VHS, ehemaliges Einwohnermeldeamt sowie Ordnungsamt, orange: sonstige erhaltene Gebäude, weiße Flächen heute so nicht mehr erhalten.

1993 wurde das Camp Lindsey an die Bundesrepublik Deutschland zurückgegeben und in Europaviertel umbenannt. Im Rahmen eines Rüstungskonversionsplanes wurde seitdem das Gebiet mit modernen Eigentumsneubauten städtebaulich verdichtet. Die alten unter Denkmalschutz stehenden Kasernengebäude aus wilhelminischer Zeit wurden renoviert und weitgehend einer öffentlichen Nutzung zugeführt. Heute ist hier eine Liegenschaft des Bundeskriminalamtes in Wiesbaden untergebracht sowie die Volkshochschule und einige städtische Behörden wie das Einwohnermeldeamt (bis 2008), die Ausländerbehörde, das Ordnungsamt sowie das Hessische Polizeipräsidium für Technik (HPT) der hessischen Polizei.
Mit der Umbenennung bekamen auch die Straßen neue Namen, diese tragen jetzt hauptsächlich die Namen europäischer aber auch amerikanischer Persönlichkeiten, dazu zählen: Alcide de Gasperi, Charles de Gaulle, Dwight D. Eisenhower, Franklin Roosevelt, George Marshall, Harry Truman, Jean Monnet, Robert Schuman, Walter Hallstein und Willy Brandt. Mit Simone Veil wurde die einzige Frau mit einem Straßennamen geehrt, und im Gegensatz zu den männlichen Namensträgern lebte Simone Veil zum Zeitpunkt der Verleihung noch.
Das Europaviertel ist im Norden von der Homburger Straße, im Osten vom Konrad-Adenauer-Ring (ehem. Hochheimer Straße), im Süden von der Schiersteiner Straße (B 262) sowie im Westen von der Waldstraße umschlossen. Ausnahme hiervon bildet ein Teilstück zwischen der Waldstraße, Steinstraße und dem Kreisel Richtung Künstlerviertel. Hier befindet sich auch ein Neubaugebiet das früher zum Militärgelände gehörte. Die dortigen Straßennamen tragen ebenfalls Namen von europäischen Persönlichkeiten: Carlo Schmid, Heinrich von Brentano sowie Olof Palme.
Am 30. Mai 2009 hat zum ersten Mal ein Kulturfest im Stadtviertel stattgefunden. Bereits am 7. Mai 2009 wurde hierzu die Ausstellung „Von der Kaserne zum Wohnquartier: Die Geschichte des Europaviertels“ eröffnet, welche bis zum 19. Juni 2009 gezeigt wurde.
Bei Bauarbeiten im September 2013 wurde auf dem Gelände des Bundeskriminalamtes ein sowjetisches Minengeschoss aus dem Zweiten Weltkrieg gefunden und kontrolliert zur Sprengung gebracht.

## Kultur und Sehenswürdigkeiten

### Bauwerke
Die Bebauung setzt sich aus alten Kasernengebäuden der wilhelmischen Zeit und modernen Neubauten der Zeitspanne 1990er bis 2000er Jahre zusammen.
Hauptsächlich in der Willy-Brandt-Allee stehen Gebäude die in der Liste der Kulturdenkmäler in Wiesbaden-Rheingauviertel aufgeführt sind.

### Willy-Brandt-Allee
| Bild                                   | Bezeichnung                            | Lage                                                                          | Beschreibung                                                                                    | Bauzeit | Daten |
| -------------------------------------- | -------------------------------------- | ----------------------------------------------------------------------------- | ----------------------------------------------------------------------------------------------- | ------- | ----- |
| Ehem. Offizier-Speise-Anstalt          | Ehem. Offizier-Speise-Anstalt          | Willy-Brandt-Allee 14 / Charles-de-Gaulle-Straße LageFlur: 61, Flurstück: 118 | Das Objekt gehört zu der Gesamtanlage: Europaviertel                                            | 1905/06 |       |
| Sachgesamtheit Ehem. Garnisonslazarett | Sachgesamtheit Ehem. Garnisonslazarett | Willy-Brandt-Allee 16 LageFlur: 61, Flurstück: 71                             | Das Objekt gehört zu der Gesamtanlage: Europaviertel                                            | 1907/08 |       |
| Sporthalle                             | Sporthalle                             | Willy-Brandt-Allee 17 LageFlur: 61, Flurstück: 76/1                           | Das Objekt gehört zu der Gesamtanlage: Europaviertel Architekt/Planer: (Staatsbauamt Wiesbaden) | 1949    |       |
| Sachgesamtheit Ehem. Garnisonslazarett | Sachgesamtheit Ehem. Garnisonslazarett | Willy-Brandt-Allee 18 LageFlur: 61, Flurstück: 72                             | Das Objekt gehört zu der Gesamtanlage: Europaviertel                                            | 1907/08 |       |
| Sachgesamtheit Ehem. Garnisonslazarett | Sachgesamtheit Ehem. Garnisonslazarett | Willy-Brandt-Allee 20-22 LageFlur: 61, Flurstück: 71                          | Das Objekt gehört zu der Gesamtanlage: Europaviertel                                            | 1907/08 |       |

### Grünflächen und Naherholung
Die größten Grünflächen des Viertels sind im Besitz des BKA und des Hessischen Polizeipräsidiums für Technik (HPT) und somit nicht für die Öffentlichkeit zugänglich.

### Sport
Der Sportplatz mit einer Sporthalle wird von der benachbarten Heinrich-von-Kleist-Schule sowie von den Wiesbaden Phantoms benutzt. Der Rasenplatz kann als Baseball-, American-Football- und als Fußballfeld genutzt werden. Auf höhe der Homburger Straße befindet sich zusätzlich eine Leichtathletikanlage. An der Sporthalle und hinter dem Foul Territory des Baseballbereiches befinden sich Tribünen.

### Regelmäßige Veranstaltungen
Seit 2009 findet jährlich am letzten Samstag im Mai das Europaviertel-Fest der Initiative für das Europaviertel statt.

### Kulinarische Spezialitäten
Durch die amerikanische Vergangenheit des Viertels und als Heimspielstätte des American-Football-Teams Phantoms kann der Hamburger als „lokale Spezialität“ angesehen werden, welcher bei den Heimspielen und bei dem Europaviertelfest angeboten wird.

### Bibliotheken
Die Fahrbibliothek der Landeshauptstadt Wiesbaden hält mit ihrem Stadtteilbus alle zwei Wochen in der Harry-Truman-Straße.

## Wirtschaft und Infrastruktur

### Unternehmen
Mehrere meist kleinere Unternehmen, Architektenbüros sowie Praxen aus den Bereichen Medizin, Veterinär und Rechtspflege sind im Europaviertel anzutreffen.
Die ESWE Versorgungs AG betreibt hier ein Blockheizkraftwerk, die erzeugte Fernwärme wird neben dem Europa- und Künstlerviertel unter anderem dem Kleinfeldchen und Kohlheck zur Verfügung gestellt. Der erzeugte Strom wird in das Hochspannungsnetz eingespeist. Im Februar 2003 wurde die Abwärmekapazität von 850 auf 2.228 Kilowatt erhöht. Die elektrische Leistung liegt bei 1.802 kW und die Wärmeleistung bei 2.181 kW. Mit dieser Leistung können etwa 1.390 Einfamilienhäuser mit Energie versorgt werden.

### Öffentliche Einrichtungen
Das 3. Polizeirevier und das Präsidium für Technik, Logistik und Verwaltung der Hessischen Polizei, sowie das Ordnungsamt, das staatliche Schulamt für Wiesbaden und den Rheingau-Taunus-Kreis, das Institut für Qualitätsentwicklung, die Ausländerbehörde und die Städtische Kindertagesstätte 39 Europaviertel haben hier ihren Sitz. In der Nähe der Kindertagesstätte gibt es noch einen Kinderspielplatz und seit Mai 2012 einen öffentlichen Bücherschrank. Die Stadtbibliothek kommt mit dem Bücherbus der Landeshauptstadt Wiesbaden an jedem zweiten Mittwoch, außer in den Ferien, zwischen 17:15 und 18:00 Uhr auf den Platz vor der Kindertagesstätte.
Des Weiteren hat das Regierungspräsidium Darmstadt hier ihre Abteilung ‚Arbeitsschutz und Umwelt‘ untergebracht und auch das Bundeskriminalamt besitzt eine Liegenschaft im Europaviertel.

### Bildung

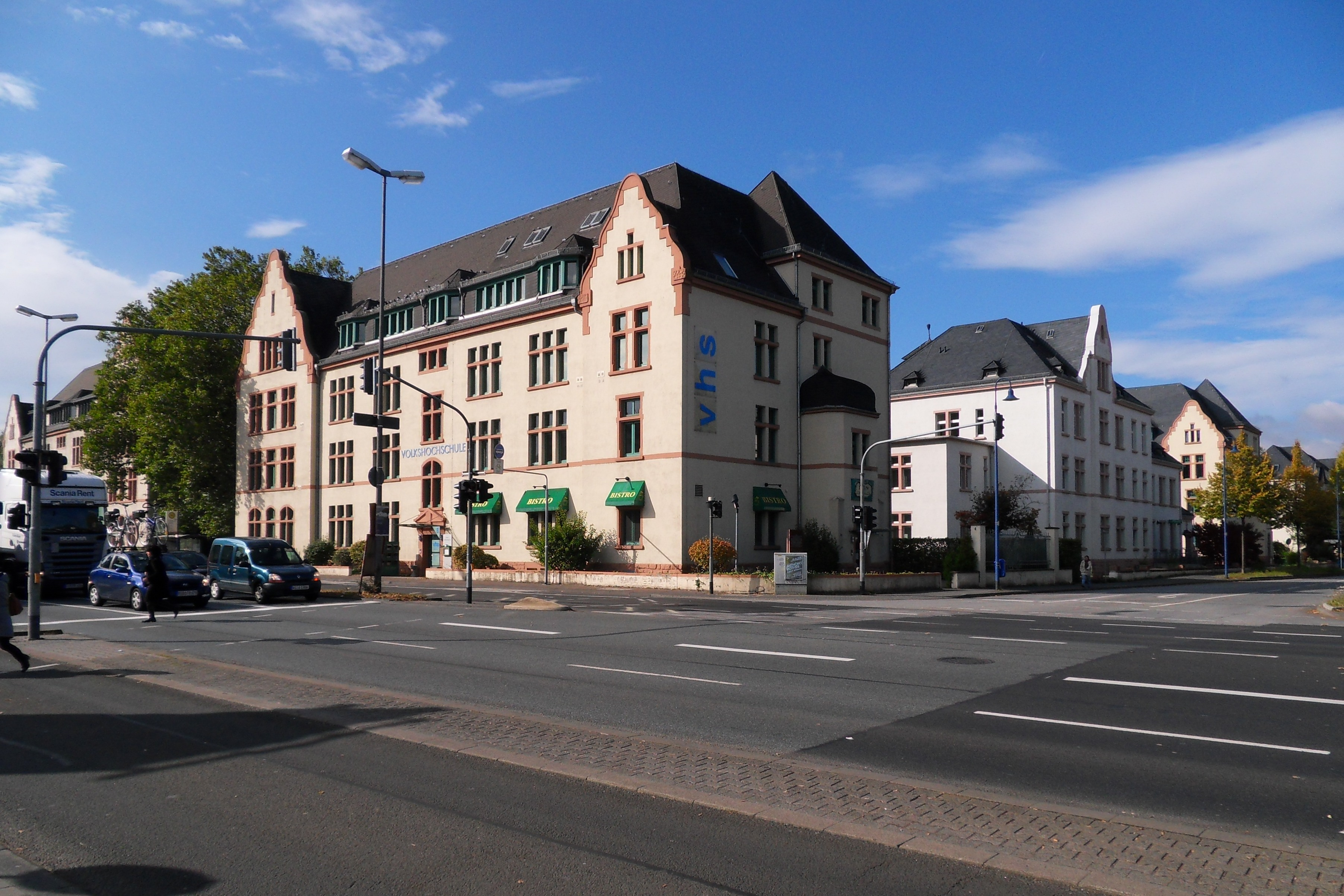
Hauptsitz der Volkshochschule Wiesbaden (vhs) im Europaviertel an der Einmündung der Willy-Brandt-Allee in die Schiersteiner Straße. →Hier befand sich auch zu Camp-Lindsey-Zeiten die Hauptzufahrt zum Kasernengelände.

Die Volkshochschule Wiesbaden hat ihren Hauptsitz mit Schulungsräumen im Europaviertel. Die Wehrbereichsverwaltung IV hatte hier bis Ende der 2010er Jahre ihr Schulungszentrum.

### Verkehr
Das komplette Europaviertel ist eine Tempo-30-Zone, ein kurzes Teilstück einer Sackgasse an der Kindertagesstätte ist als Verkehrsberuhigter Bereich ausgewiesen. Um den Durchgangsverkehr aus dem Viertel herauszuhalten, sind die Straßen, die das ganze Viertel durchqueren, entweder teilweise als Spielstraße für Fahrzeuge aller Art gesperrt (George-Marshall-Straße) oder die Durchfahrt ist nur für den ÖPNV, Taxen und Fahrräder (Willy-Brandt-Allee) erlaubt. Das Parken ist – neben dem Bewohnerparken – mit einer Parkscheibe, teilweise aber auch kostenpflichtig per Parkscheinautomat, erlaubt. Im Zentrum des Europaviertels gibt es die gleichnamige Bushaltestelle der ESWE Verkehrsgesellschaft, die nächsten Haltestellen sind in der Schiersteiner Straße (‚Paulinen-Klinik‘, ‚VHS / Willy-Brandt-Allee‘ und ‚Waldstraße‘), ‚Karlsbader Platz‘ und in der Homburger Straße (Heinrich von Kleist-Schule und in Richtung Künstlerviertel).

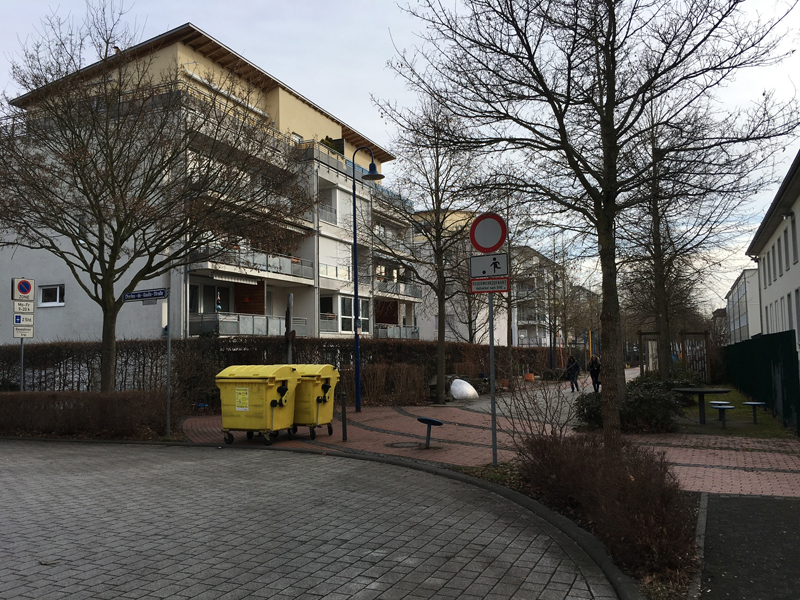
Die George-Marshall-Straße ist mit Pollern abgesperrt, so dass keine Fahrzeuge einfahren können …
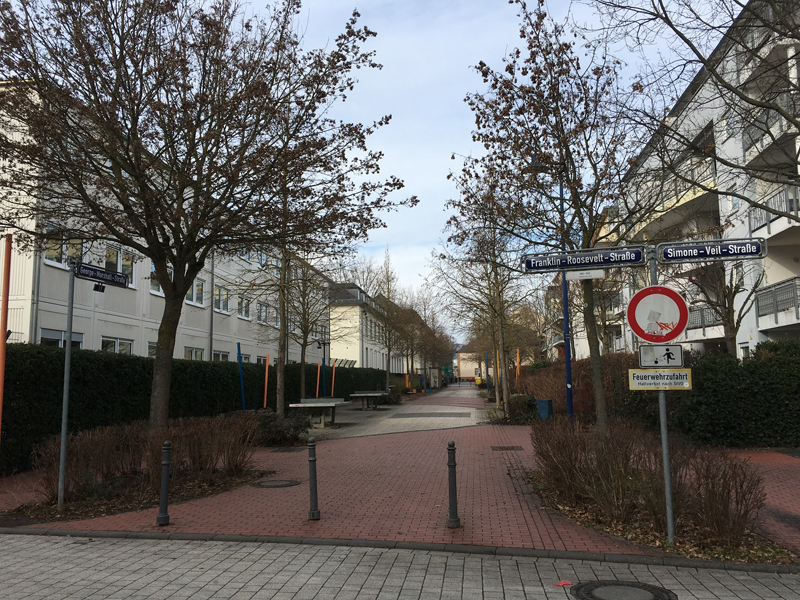
… zum Spielen sind zwei Tischtennis-Platten aufgebaut.